# Nussbaumersee
Der Nussbaumersee (auch Nussbommersee) südlich von Nussbaumen im Kanton Thurgau ist einer von drei Endmoränengletscherseen des Thurgletschers, die zusammen mit dem Hüttwilersee und dem Hasensee zu den Hüttwiler Seen zählen. Das weitläufige, ca. 150 ha grosse Gebiet wird vom Seebach nach Osten hin entwässert, der östlich von Warth-Weiningen in die Thur mündet.

## Geschichte
Die landwirtschaftliche Nutzbarmachung war der Grund, dass um 1860 der Seespiegel um drei Meter gesenkt wurde und der See sich damit dreiteilte. Das umliegende Land wurde entwässert. Seit Mitte der 1990er-Jahre werden auf Initiative der Stiftung Seebachtal Teile wieder renaturiert. Die während des Ersten Weltkriegs zur Erforschung und Förderung möglicher Kohlevorkommen in der Schweiz gebildete staatliche Kohle- und Torfkommission brachte nur klägliche Ergebnisse zutage. Torf als Brennmaterial erlangte in den Jahren unzureichender Importkohle wieder eine erhöhte Bedeutung. Doch auch rund um die Hüttwiler Seen wurde «gegraben, gestochen und gebaggert». Und weiter schrieb Heinrich Tanner, Vorsitzender der Thurgauischen Naturforschenden Gesellschaft, zehn Jahre später: «Man hatte hie und da den Eindruck, die halbe Schweiz wolle sich auf Kosten des Thurgaus wärmen, und bange Sorge quälten die Naturschutzkommission, als sie ihre schönen Moore mit der seltenen Flora so stark gefährdet sah. Zu unserem Glücke war der kantonale Torfkommissär ein humaner Mann, dazu noch Präsident unserer Torfkommission und zugleich Mitglied unseres Vorstandes, so dass wir immer das grösstmögliche Entgegenkommen fanden, wofür wir Herrn Kulturingenieur Weber jetzt noch von Herzen dankbar sind».

## Siedlungen

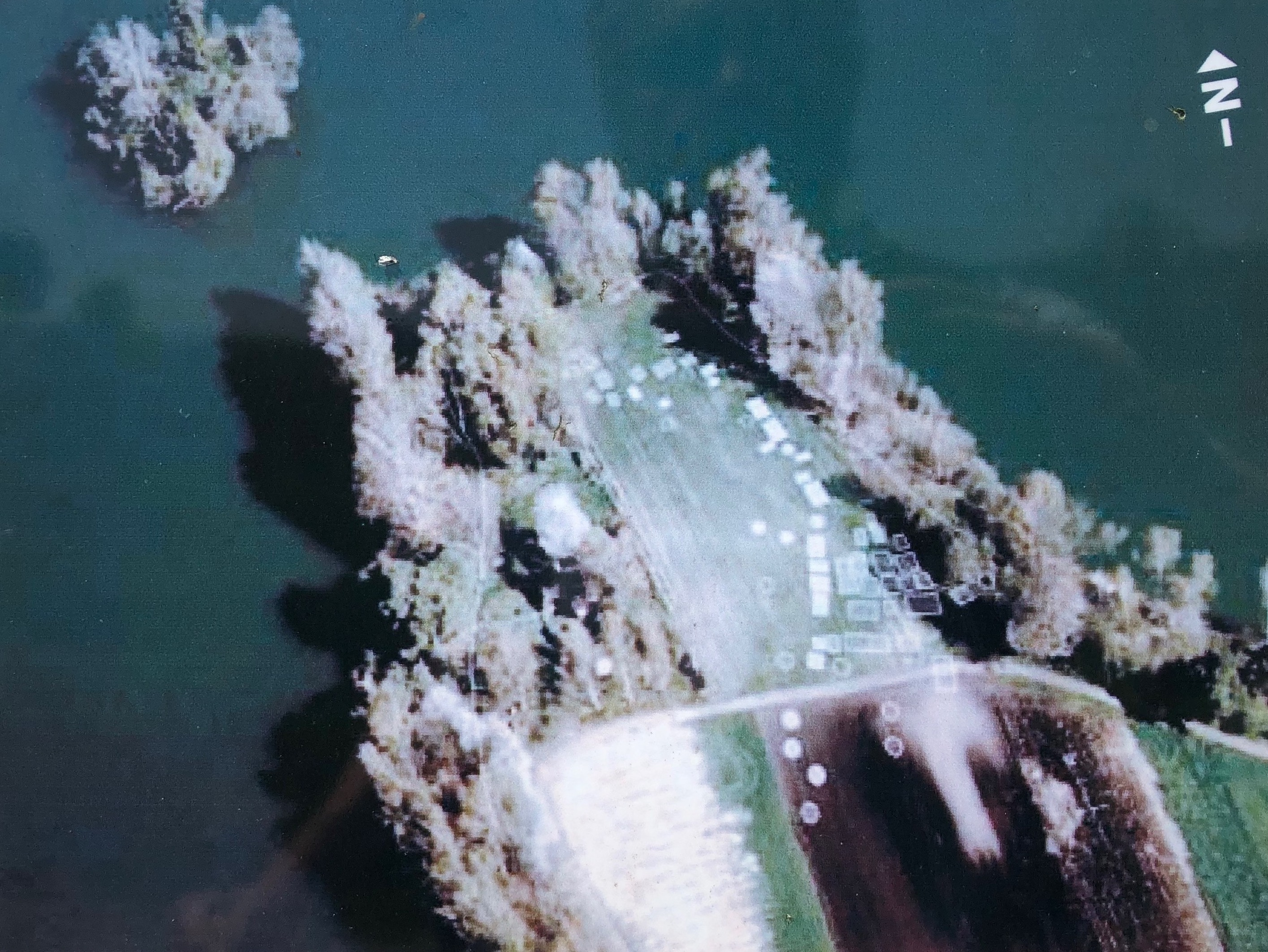
Lage der Fundorte auf der Halbinsel Horn
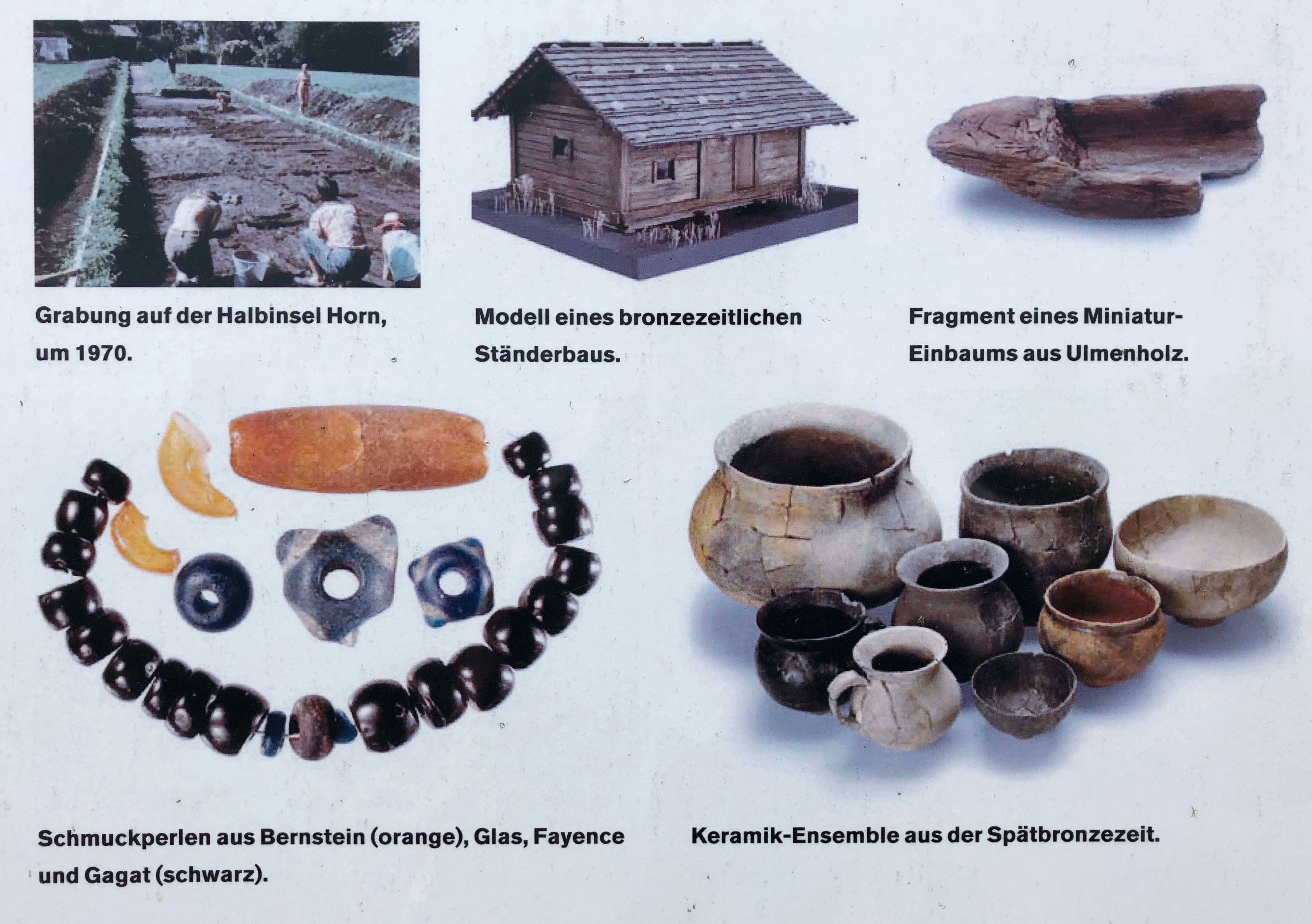
Fundgegenstände

Das Seebachtal wurde schon in der Mittelsteinzeit von Jägern und Sammlern für Jagd und Fischfang aufgesucht, also 9500–5500 v. Chr. Ab der Jungsteinzeit bot die Gegend auch ersten Siedlern ideale Lebensbedingungen.
Erste frühzeitliche Pfähle wurden um das «Inseli» herum schon um 1860 entdeckt. In den 1920er-Jahren tauchten Private nach steinzeitlichen Gegenständen, wobei man aber deren Bedeutung nicht realisierte.
Bei einer Absenkung während des Zweiten Weltkriegs wurde 1943 etwa ein Fünftel einer prähistorischen Siedlungsfläche freigelegt, eine der vier Pfahlbausiedlungen (Arbon, Eschenz, Hüttwilen und Gachnang) im Thurgau, die seit 2011 zum UNESCO-Welterbe Prähistorische Pfahlbauten um die Alpen gehören. Diese Fundstelle wurde bereits seit 1900 vermutet und etwa 1930 erforscht. Um mögliche Schäden an der immer weiter austrocknenden Grabungsfläche zu verhindern, begann man 1985 mit der ersten von sechs Grabungen. Dazu liegt ein vierbändiger Forschungsbericht vor. 1988 bis 1991 brachten Sondierbohrungen rund um das «Inseli» zahlreiche Funde zutage.
Da der Seespiegel während der Pfyner Kultur (3800–3550 v. Chr.) viel niedriger war, stand für das Siedlungsgebiet eine grössere Fläche zur Verfügung. Reste eines Dorfes, das mehrere Male besiedelt und wieder verlassen wurde, blieben dank späterer Überflutung gut erhalten.
Das Dorf in der Spätbronzezeit (870–850 v. Chr.) bestand aus rund hundert Holzhäusern. Die hatten eine Innenfläche von 10 bis 25 m² und lagen auf Holzbohlen und Lehmböden. Eine grosse Fläche mitten im Dorf mochte als Versammlungsplatz gedient haben. Geborgen wurden zahlreiche, zum Teil farbig verzierte Keramikscherben, Schmuck, Alltagsgegenstände aus Bronze, Holz, Stein oder Glas. Als der Seespiegel durch klimatische Veränderungen anstieg, wurde das Dorf verlassen. Eine weitere Dorfanlage aus der Eisenzeit wurde bisher noch nicht untersucht.
→ siehe auch Abschnitt Vorrömische Zeit im Artikel Uerschhausen

## Erschliessung

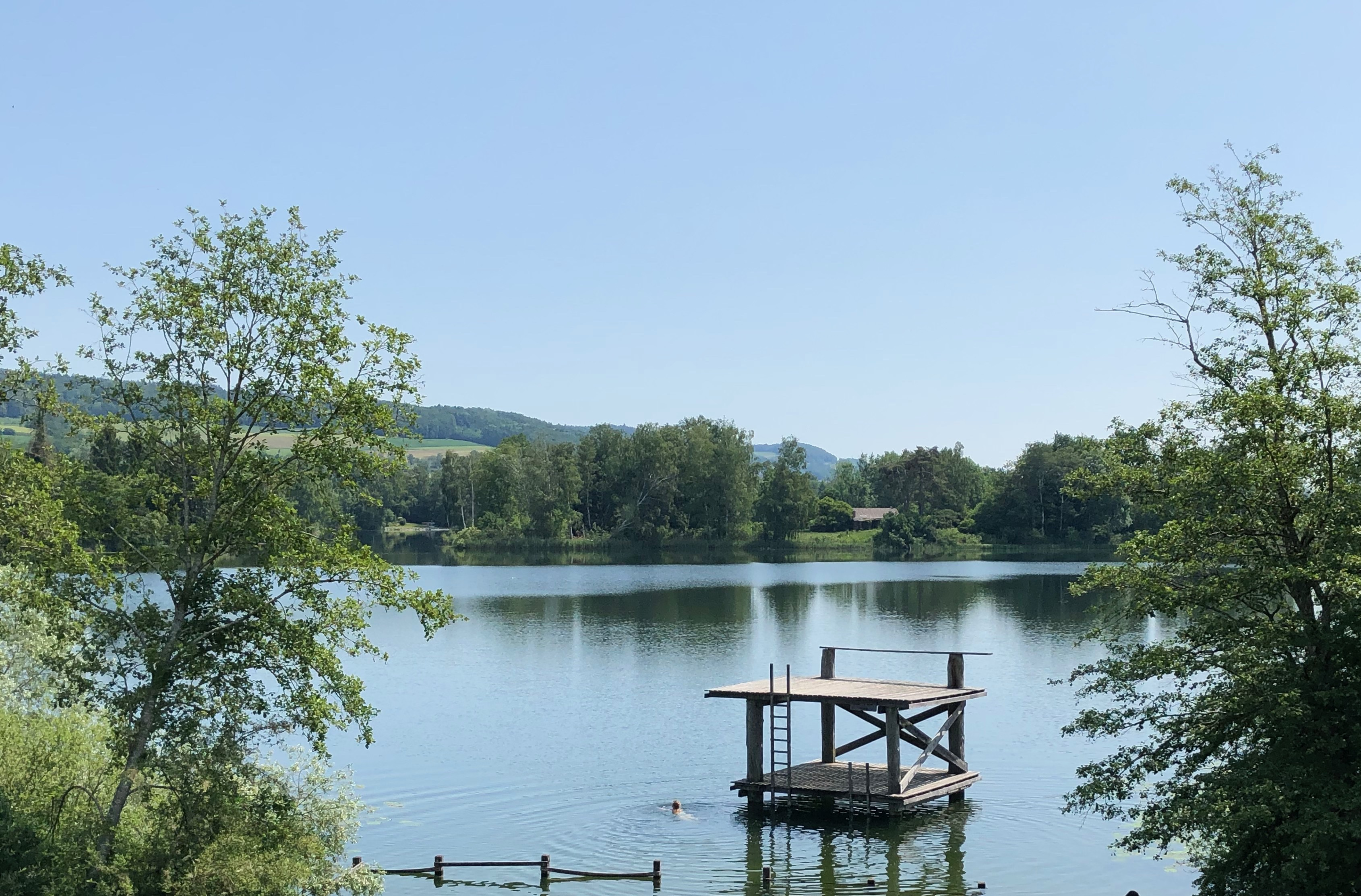
Badestelle

Um den für Besucher erschlossenen Nussbaumersee führt ein Fussweg. Es gibt drei offizielle Badestellen sowie einen Beobachtungsturm.